# Argument (językoznawstwo)
Argument – wyrażenie, które uzupełnia znaczenie predykatu. Np. predykat spać uzupełniony o wyraz Jan tworzy zdanie Jan śpi. Predykat wraz z argumentami tworzy strukturę predykatowo-argumentową. Czasowniki mogą mieć 0 argumentów (trzeba), 1 argument (spacerować, spać, budzić się), 2 argumenty (słyszeć, bić, kochać), 3 argumenty (dać, kłaść).  Niektóre czasowniki jako argumentów wymagają fraz przyimkowych (polegać na kimś), lub zdań (wiedzieć, że). Nie tylko liczba argumentów, ale także ich role semantyczne, przypadek lub przyimek, który je wprowadza są uzależnione od czasownika.
Jakkolwiek o argumentach mówi się przede wszystkim w kontekście czasowników, nie tylko one je wyznaczają. I tak np. przymiotniki w stopniu wyższym również otwierają pozycję dla argumentu (wyższy od kogoś).
Od argumentów należy odróżnić okoliczniki, które nie są elementami obligatoryjnymi i zazwyczaj ich liczba i charakter jest niezależny do konkretnego czasownika. Tym niemniej granica między argumentem a okolicznikiem nie zawsze jest oczywista i bywa kwestią sporną.